# Aurora Cáceres
Aurora Cáceres, född 29 mars 1877 i Lima, död 14 februari 1958 i Madrid, var en peruansk feminist och författare.
Hon tillhörde pionjärerna för kvinnorörelsen i Peru. Som författare betraktas hon som en representant för modernismen i Peru.